# Echinolittorina santelenae
Echinolittorina santelenae is een slakkensoort uit de familie van de Littorinidae. De wetenschappelijke naam van de soort is voor het eerst geldig gepubliceerd in 2002 door Reid.